# Europaspiele 2015/Teilnehmer (Großbritannien)
| Gelbes Symbol für Goldmedaillen mit stilisierten Olympischen Ringen | Graues Symbol für Silbermedaillen mit stilisierten Olympischen Ringen | Braundes Symbol für Bronzemedaillen mit stilisierten Olympischen Ringen |
| ------------------------------------------------------------------- | --------------------------------------------------------------------- | ----------------------------------------------------------------------- |
| 18                                                                  | 10                                                                    | 19                                                                      |

Das Vereinigte Königreich nahm in Baku an den Europaspielen 2015 teil. Von der British Olympic Association wurden 160 Athleten in dreizehn Sportarten nominiert.

## Beachvolleyball
| Athleten                 | Gruppenphase                           | 1. Runde (32er) | 1. Runde (32er) | Achtelfinale | Achtelfinale | Viertelfinale | Viertelfinale | Halbfinale | Halbfinale | Finale/Spiel um Bronze | Finale/Spiel um Bronze | Rang |
| Athleten                 | Gruppenphase                           | Gegner          | Ergebnis        | Gegner       | Ergebnis     | Gegner        | Ergebnis      | Gegner     | Ergebnis   | Gegner                 | Ergebnis               | Rang |
| ------------------------ | -------------------------------------- | --------------- | --------------- | ------------ | ------------ | ------------- | ------------- | ---------- | ---------- | ---------------------- | ---------------------- | ---- |
| Männer                   |                                        |                 |                 |              |              |               |               |            |            |                        |                        |      |
| Chris Gregory Jake Sheaf | Österreich 0:2 Spanien 0:2 Estland 0:2 | –               | –               | –            | –            | –             | –             | –          | –          | –                      | –                      |      |

## Bogenschießen
| Athleten                    | Wettbewerb | Platzierungsrunde | Platzierungsrunde | 1. Runde (64er)   | 1. Runde (64er) | 2. Runde (32er)    | 2. Runde (32er) | Achtelfinale  | Achtelfinale | Viertelfinale | Viertelfinale | Halbfinale | Halbfinale | Finale/Spiel um Bronze | Finale/Spiel um Bronze | Rang |
| Athleten                    | Wettbewerb | Ringe             | Rang              | Gegner            | Ergebnis        | Gegner             | Ergebnis        | Gegner        | Ergebnis     | Gegner        | Ergebnis      | Gegner     | Ergebnis   | Gegner                 | Ergebnis               | Rang |
| --------------------------- | ---------- | ----------------- | ----------------- | ----------------- | --------------- | ------------------ | --------------- | ------------- | ------------ | ------------- | ------------- | ---------- | ---------- | ---------------------- | ---------------------- | ---- |
| Frauen                      |            |                   |                   |                   |                 |                    |                 |               |              |               |               |            |            |                        |                        |      |
| Naomi Folkard               | Einzel     | 633               | 25                | Nicky Hunt        | 0 : 6           | –                  | –               | –             | –            | –             | –             | –          | –          | –                      | –                      |      |
| Nicky Hunt                  | Einzel     | 621               | 40                | Naomi Folkard     | 6 : 0           | Natalja Erdynijewa | 4 : 6           | –             | –            | –             | –             | –          | –          | –                      | –                      |      |
| Amy Oliver                  | Einzel     | 604               | 53                | Alexandra Longová | 0 : 6           | –                  | –               | –             | –            | –             | –             | –          | –          | –                      | –                      |      |
| Mannschaft                  | Mannschaft | 1858              | 12                | –                 | –               | –                  | –               | Georgien      | 3 : 5        | –             | –             | –          | –          | –                      | –                      |      |
| Männer                      |            |                   |                   |                   |                 |                    |                 |               |              |               |               |            |            |                        |                        |      |
| Kieran Slater               | Einzel     | 645               | 43                | Alexander Koschin | 6 : 2           | Yılmaz Yağız       | 6 : 0           | Pierre Plihon | 5 : 6        | –             | –             | –          | –          | –                      | –                      |      |
| Mixed                       |            |                   |                   |                   |                 |                    |                 |               |              |               |               |            |            |                        |                        |      |
| Naomi Folkard Kieran Slater | Team       | 1278              | 16                | –                 | –               | –                  | –               | –             | –            | –             | –             | –          | –          | –                      | –                      |      |

## Boxen
| Athleten          | Wettbewerb                    | 1. Runde (32er)      | 1. Runde (32er) | Achtelfinale        | Achtelfinale | Viertelfinale     | Viertelfinale | Halbfinale            | Halbfinale | Finale          | Finale   | Rang   |
| Athleten          | Wettbewerb                    | Gegner               | Ergebnis        | Gegner              | Ergebnis     | Gegner            | Ergebnis      | Gegner                | Ergebnis   | Gegner          | Ergebnis | Rang   |
| ----------------- | ----------------------------- | -------------------- | --------------- | ------------------- | ------------ | ----------------- | ------------- | --------------------- | ---------- | --------------- | -------- | ------ |
| Frauen            |                               |                      |                 |                     |              |                   |               |                       |            |                 |          |        |
| Nicola Adams      | Fliegengewicht bis 51 kg      | –                    | –               | Katalin Ancsin      | 3:0          | Stoyka Petrova    | 2:0           | Elif Coskun           | 3:0        | Sandra Drabik   | 2:0      | Gold   |
| Sandy Ryan        | Leichtweltergewicht bis 64 kg | –                    | –               | Cindy Rogge         | 3:0          | Yelena Vıstropova | 2:1           | Anastassija Beljakowa | 0:3        | –               | –        | Bronze |
| Savannah Marshall | Mittelgewicht bis 75 kg       | –                    | –               | Nouchka Fontijn     | 0:3          | –                 | –             | –                     | –          | –               | –        |        |
| Männer            |                               |                      |                 |                     |              |                   |               |                       |            |                 |          |        |
| Harvey Horn       | Leichtgewicht bis 49 kg       | –                    | –               | Bator Sagalujew     | 0:3          | –                 | –             | –                     | –          | –               | –        |        |
| Muhammad Ali      | Fliegengewicht bis 52 kg      | Alexandr Riscan      | 3:0             | Vincenzo Picardi    | 0:3          | –                 | –             | –                     | –          | –               | –        |        |
| Qais Ashfaq       | Bantamgewicht bis 56 kg       | Giorgi Gogatischwili | 3:0             | Selçuk Eker         | 2:1          | Omar El-Hag       | 3:0           | Dsmitryj Assanau      | 0:3        | –               | –        | Bronze |
| Luke McCormack    | Leichtgewicht bis 60 kg       | Panagiotis Matsagkos | 3:0             | Sofiane Oumiha      | 0:3          | –                 | –             | –                     | –          | –               | –        |        |
| Samuel Maxwell    | Halbweltergewicht bis 64 kg   | –                    | –               | Clarence Goyeram    | 1:2          | –                 | –             | –                     | –          | –               | –        |        |
| Josh Kelly        | Weltergewicht bis 69 kg       | –                    | –               | Mahamed Nurudsinau  | 2:1          | Adam Nolan        | 2:1           | Pərviz Bağırov        | 2:1        | –               | –        | Bronze |
| Antony Fowler     | Mittelgewicht bis 75 kg       | –                    | –               | Salvatore Cavallaro | 0:3          | –                 | –             | –                     | –          | –               | –        |        |
| Joshua Buatsi     | Halbschwergewicht bis 81 kg   | Teymur Məmmədov      | 0:3             | –                   | –            | –                 | –             | –                     | –          | –               | –        |        |
| Joe Joyce         | Superschwergewicht über 91 kg | –                    | –               | Alexei Zavatin      | KO           | Mantas Valavicius | TKO           | Tony Yoka             | 3:0        | Gassan Gimbatow | 3:0      | Gold   |

## Fechten
| Athleten           | Wettbewerb         | Gruppenphase | Gruppenphase | 1. Runde (32er)         | 1. Runde (32er) | Achtelfinale        | Achtelfinale | Viertelfinale | Viertelfinale | Halbfinale / Klassifikation | Halbfinale / Klassifikation | Finale / Platzierung | Finale / Platzierung | Rang |
| Athleten           | Wettbewerb         | Bilanz       | Platzierung  | Gegner                  | Ergebnis        | Gegner              | Ergebnis     | Gegner        | Ergebnis      | Gegner                      | Ergebnis                    | Gegner               | Ergebnis             | Rang |
| ------------------ | ------------------ | ------------ | ------------ | ----------------------- | --------------- | ------------------- | ------------ | ------------- | ------------- | --------------------------- | --------------------------- | -------------------- | -------------------- | ---- |
| Frauen             |                    |              |              |                         |                 |                     |              |               |               |                             |                             |                      |                      |      |
| Corinna Lawrence   | Degen Einzel       | 3:3 Siege    | 4            | Amalia Tătăran          | 15:10           | Giulia Rizzi        | 12:15        | –             | –             | –                           | –                           | –                    | –                    |      |
| Natalia Sheppard   | Florett Einzel     | 4:1 Siege    | 2            | Julia Walczyk           | 13:7            | Carolin Golubytskyi | 12:13        | –             | –             | –                           | –                           | –                    | –                    |      |
| Aliya Itzkowitz    | Säbel Einzel       | 4:1 Siege    | 1            | Martyna Wątora          | 12:15           | –                   | –            | –             | –             | –                           | –                           | –                    | –                    |      |
| Männer             |                    |              |              |                         |                 |                     |              |               |               |                             |                             |                      |                      |      |
| Richard Kruse      | Florett Einzel     | 2:3 Siege    | 5            | Jean-Paul Tony Helissey | 9:15            | –                   | –            | –             | –             | –                           | –                           | –                    | –                    |      |
| Marcus Mepstead    | Florett Einzel     | 2:3 Siege    | 5            | Francesco Ingargiola    | 14:15           | –                   | –            | –             | –             | –                           | –                           | –                    | –                    |      |
| Benjamin Peggs     | Florett Einzel     | 0:5 Siege    | 6            | –                       | –               | –                   | –            | –             | –             | –                           | –                           | –                    | –                    |      |
| Alex Tofalides     | Florett Einzel     | 1:4 Siege    | 5            | –                       | –               | –                   | –            | –             | –             | –                           | –                           | –                    | –                    |      |
| Florett Mannschaft | Florett Mannschaft | –            | –            | –                       | –               | –                   | –            | Deutschland   | 45:26         | Frankreich                  | 45:41                       | Italien              | 45:41                | Gold |
| James Honeybone    | Säbel Einzel       | 4:1 Siege    | 3            | Bucur Madalin           | 15:6            | Tiberiu Dolniceanu  | 10:15        | –             | –             | –                           | –                           | –                    | –                    |      |

## Judo
| Athleten            | Wettbewerb        | 1. Runde          | 1. Runde  | 2. Runde                | 2. Runde  | Achtelfinale           | Achtelfinale | Viertelfinale     | Viertelfinale | Hoffnungsrunde Halbfinale | Hoffnungsrunde Halbfinale | Halbfinale | Halbfinale | Hoffnungsrunde Finale       | Hoffnungsrunde Finale | Finale / Kampf um Bronze | Finale / Kampf um Bronze | Rang |
| Athleten            | Wettbewerb        | Gegner            | Ergebnis  | Gegner                  | Ergebnis  | Gegner                 | Ergebnis     | Gegner            | Ergebnis      | Gegner                    | Ergebnis                  | Gegner     | Ergebnis   | Gegner                      | Ergebnis              | Gegner                   | Ergebnis                 | Rang |
| ------------------- | ----------------- | ----------------- | --------- | ----------------------- | --------- | ---------------------- | ------------ | ----------------- | ------------- | ------------------------- | ------------------------- | ---------- | ---------- | --------------------------- | --------------------- | ------------------------ | ------------------------ | ---- |
| Frauen              |                   |                   |           |                         |           |                        |              |                   |               |                           |                           |            |            |                             |                       |                          |                          |      |
| Kelly Edwards       | Klasse bis 52 kg  | –                 | –         | Schanna Stankewitsch    | 0011-0000 | Larisa Florian         | 0102-1000    | –                 | –             | –                         | –                         | –          | –          | –                           | –                     | –                        | –                        |      |
| Nekoda Smythe Davis | Klasse bis 57 kg  | –                 | –         | Irina Sabludina         | 0001-0113 | –                      | –            | –                 | –             | –                         | –                         | –          | –          | –                           | –                     | –                        | –                        |      |
| Gemma Howell        | Klasse bis 63 kg  | –                 | –         | Hilde Drexler           | 0000-0001 | Mia Hermansson         | 0001-0103    | –                 | –             | –                         | –                         | –          | –          | –                           | –                     | –                        | –                        |      |
| Alice Schlesinger   | Klasse bis 63 kg  | –                 | –         | Anna Bernholm           | 0010-0003 | Ana Cachola            | 0001-0012    | –                 | –             | –                         | –                         | –          | –          | –                           | –                     | –                        | –                        |      |
| Sally Conway        | Klasse bis 70 kg  | –                 | –         | Aleksandra Samardžić    | 1000-0002 | Esther Stam            | 1010-0011    | Szaundra Diedrich | 000-100       | Szabina Gercsák           | 0001-1000                 | –          | –          | –                           | –                     | –                        | –                        |      |
| Megan Fletcher      | Klasse bis 70 kg  | –                 | –         | Katarzyna Kłys          | 0001-0023 | –                      | –            | –                 | –             | –                         | –                         | –          | –          | –                           | –                     | –                        | –                        |      |
| Gemma Gibbons       | Klasse bis 78 kg  | –                 | –         | Madeleine Malonga       | 0102-0013 | Victoriia Turks        | 0003-1001    | –                 | –             | –                         | –                         | –          | –          | –                           | –                     | –                        | –                        |      |
| Natalie Powell      | Klasse bis 78 kg  | –                 | –         | –                       | –         | Anastassija Dmitrijewa | 0113-0002    | Marhinde Verkerk  | 0000-1011     | Abigél Joó                | 1001-0004                 | –          | –          | Anamari Klementina Velensek | 0000-1002             | –                        | –                        | 5    |
| Sarah Adlington     | Klasse über 78 kg | –                 | –         | –                       | –         | Svitlana Iaromka       | 0013-1013    | –                 | –             | –                         | –                         | –          | –          | –                           | –                     | –                        | –                        |      |
| Männer              |                   |                   |           |                         |           |                        |              |                   |               |                           |                           |            |            |                             |                       |                          |                          |      |
| Ashley McKenzie     | Klasse bis 60 kg  | –                 | –         | Carmine Maria di Loreto | 0001-0002 | Jeroen Mooren          | 0002-0112    | –                 | –             | –                         | –                         | –          | –          | –                           | –                     | –                        | –                        |      |
| Colin Oates         | Klasse bis 66 kg  | –                 | –         | Kenneth van Gansbeke    | 0011-0001 | Sergiu Oleinic         | 0001-012     | –                 | –             | –                         | –                         | –          | –          | –                           | –                     | –                        | –                        |      |
| Owen Livesey        | Klasse bis 81 kg  | Srđan Mrvaljević  | 1002-0003 | Carlos Luz              | 0001-0113 | –                      | –            | –                 | –             | –                         | –                         | –          | –          | –                           | –                     | –                        | –                        |      |
| Frazer Chamberlain  | Klasse bis 90 kg  | Domenic Wenzinger | 0002-1001 | –                       | –         | –                      | –            | –                 | –             | –                         | –                         | –          | –          | –                           | –                     | –                        | –                        |      |
| Benjamin Fletcher   | Klasse bis 100 kg | –                 | –         | Isaac Bezzina           | 1001-0000 | Henk Grol              | 0002-0102    | –                 | –             | –                         | –                         | –          | –          | –                           | –                     | –                        | –                        |      |

## Kanu
| Athleten                                                | Wettbewerb | Vorlauf              | Vorlauf              | Halbfinale | Halbfinale | Finale               | Finale               | Rang   |
| Athleten                                                | Wettbewerb | Zeit (min)           | Rang                 | Zeit (min) | Rang       | Zeit (min)           | Rang                 | Rang   |
| ------------------------------------------------------- | ---------- | -------------------- | -------------------- | ---------- | ---------- | -------------------- | -------------------- | ------ |
| Frauen                                                  |            |                      |                      |            |            |                      |                      |        |
| Rachel Cawthorn                                         | K1 200 m   | 0:42,254             | 19                   | 0:40,462   | 6          | 0:43,455             | 9                    | 9      |
| Rachel Cawthorn                                         | K1 500 m   | 1:53,226             | 7                    | 1:48,028   | 2          | 2:08,483             | 8                    | 8      |
| Lani Belcher                                            | K1 5000 m  |                      |                      |            |            | 23:05,625            | 2                    | Silber |
| Emily Lewis Hayleigh Mason                              | K2 200 m   | Rennen nicht beendet | Rennen nicht beendet |            |            |                      |                      |        |
| Lani Belcher Angela Hannah                              | K2 500 m   | 1:42,205             | 8                    | 1:40,168   | 4          |                      |                      |        |
| Lani Belcher Angela Hannah Hayleigh Mason Louisa Sawers | K4 500 m   | 1:35,191             | 5                    |            |            | 1:36,439             | 8                    | 8      |
| Männer                                                  |            |                      |                      |            |            |                      |                      |        |
| Ed McKeever                                             | K1 200 m   | 0:34,984             | 3                    |            |            | 0:35,774             | 3                    | Bronze |
| Jonathan Boyton                                         | K1 1000 m  | 3:38,877             | 8                    | 3:27,898   | 12         | 3:37,036             | 9                    | 9      |
| Timothy Pendle                                          | K1 5000 m  |                      |                      |            |            | Rennen nicht beendet | Rennen nicht beendet |        |
| Liam Heath Jon Schofield                                | K2 200 m   | 0:31,606             | 3                    |            |            | 0:32,518             | 4                    | 4      |
| Andrew Daniels Timothy Pendle                           | K2 1000 m  | 3:18,017             | 11                   | 3:16,984   | 8          |                      |                      |        |
| Chris Calvert                                           | C1 200 m   | 0:41,371             | 14                   | 0:40,816   | 12         | 0:43,341             | 17                   | 17     |
| James Styan                                             | C1 1000 m  | 4:11,007             | 10                   | 3:52,822   | 7          |                      |                      |        |

## Ringen
| Athleten              | Wettbewerb        | 1. Runde         | 1. Runde | Achtelfinale            | Achtelfinale | Viertelfinale | Viertelfinale | Halbfinale | Halbfinale | Hoffnungsrunde Viertelfinale | Hoffnungsrunde Viertelfinale | Hoffnungsrunde Halbfinale | Hoffnungsrunde Halbfinale | Hoffnungsrunde Finale | Hoffnungsrunde Finale | Finale | Finale   | Rang |
| Athleten              | Wettbewerb        | Gegner           | Ergebnis | Gegner                  | Ergebnis     | Gegner        | Ergebnis      | Gegner     | Ergebnis   | Gegner                       | Ergebnis                     | Gegner                    | Ergebnis                  | Gegner                | Ergebnis              | Gegner | Ergebnis | Rang |
| --------------------- | ----------------- | ---------------- | -------- | ----------------------- | ------------ | ------------- | ------------- | ---------- | ---------- | ---------------------------- | ---------------------------- | ------------------------- | ------------------------- | --------------------- | --------------------- | ------ | -------- | ---- |
| Freistil Frauen       |                   |                  |          |                         |              |               |               |            |            |                              |                              |                           |                           |                       |                       |        |          |      |
| Yana Rattigan Stadnik | Klasse bis 48 kg  | Oleksandra Kogut | 1:4      | –                       | –            | –             | –             | –          | –          | –                            | –                            | –                         | –                         | –                     | –                     | –      | –        |      |
| Freistil Männer       |                   |                  |          |                         |              |               |               |            |            |                              |                              |                           |                           |                       |                       |        |          |      |
| Chinu                 | Klasse bis 125 kg | –                | –        | Oleksandr Chozjaniwskyj | 0:4          | –             | –             | –          | –          | –                            | –                            | –                         | –                         | –                     | –                     | –      | –        |      |

## Schießen
| Athleten          | Klasse | Wettbewerb                           | Qualifikation   | Qualifikation | Halbfinale      | Halbfinale | Finale          | Finale |
| Athleten          | Klasse | Wettbewerb                           | Ringe/ Scheiben | Rang          | Ringe/ Scheiben | Rang       | Ringe/ Scheiben | Rang   |
| ----------------- | ------ | ------------------------------------ | --------------- | ------------- | --------------- | ---------- | --------------- | ------ |
| Frauen            |        |                                      |                 |               |                 |            |                 |        |
| Jennifer McIntosh | Gewehr | Luftgewehr 10 m                      | 415,0           | 9             | –               | –          | –               |        |
| Jennifer McIntosh | Gewehr | Kleinkaliber Dreistellungskampf 50 m | 580             | 5             | –               | –          | 399,7           | 7      |
| Seonaid McIntosh  | Gewehr | Luftgewehr 10 m                      | 414,2           | 11            | –               | –          | –               |        |
| Elena Allen       | Flinte | Skeet                                | 67              | 14            | –               | –          | –               |        |
| Amber Hill        | Flinte | Skeet                                | 73              | 2             | 16              | 1          | 15              | Gold   |
| Charlotte Kerwood | Flinte | Trap                                 | 67              | 17            | –               | –          | –               |        |
| Abbey Ling        | Flinte | Trap                                 | 69              | 12            | –               | –          | –               |        |
| Männer            |        |                                      |                 |               |                 |            |                 |        |
| Jonathan Hammond  | Gewehr | Kleinkaliber liegend 50 m            | 612,8           | 20            | –               | –          | –               |        |
| Jeremy Harry Bird | Flinte | Skeet                                | 111             | 27            | –               | –          | –               |        |
| Michael Gilligan  | Flinte | Skeet                                | 120             | 13            | –               | –          | –               |        |
| Bradley Davis     | Flinte | Trap                                 | 115             | 27            | –               | –          | –               |        |
| Edward Ling       | Flinte | Trap                                 | 122             | 4             | 12              | 4          | 11              | 4      |
| Tim Kneale        | Flinte | Doppeltrap                           | 137             | 14            | –               | –          | –               |        |
| Steven Scott      | Flinte | Doppeltrap                           | 142             | 1             | 28              | 5          | –               |        |

## Taekwondo
| Athleten        | Wettbewerb        | Achtelfinale           | Achtelfinale | Viertelfinale     | Viertelfinale | Hoffnungsrunde Halbfinale | Hoffnungsrunde Halbfinale | Halbfinale       | Halbfinale | Hoffnungsrunde Finale / Bronzekampf | Hoffnungsrunde Finale / Bronzekampf | Finale            | Finale   | Rang   |
| Athleten        | Wettbewerb        | Gegner                 | Ergebnis     | Gegner            | Ergebnis      | Gegner                    | Ergebnis                  | Gegner           | Ergebnis   | Gegner                              | Ergebnis                            | Gegner            | Ergebnis | Rang   |
| --------------- | ----------------- | ---------------------- | ------------ | ----------------- | ------------- | ------------------------- | ------------------------- | ---------------- | ---------- | ----------------------------------- | ----------------------------------- | ----------------- | -------- | ------ |
| Frauen          |                   |                        |              |                   |               |                           |                           |                  |            |                                     |                                     |                   |          |        |
| Charlie Maddock | Klasse über 49 kg | Iryna Romoldanova      | 8:7          | Erica Nicoli      | 17:3          | –                         | –                         | Ivett Gonda      | 4:1        | –                                   | –                                   | Tijana Bogdanović | 10:9     | Gold   |
| Jade Jones      | Klasse bis 57 kg  | Despina Pilavaki       | 9:1          | Edina Kotsis      | 5:2           | –                         | –                         | Nikita Glasnovic | 7:6        | –                                   | –                                   | Ana Zaninović     | 12:9     | Gold   |
| Bianca Walkden  | Klasse bis 67 kg  | Furkan Aydın           | 9:6          | Maryna Konjewa    | 13:14         | –                         | –                         | –                | –          | –                                   | –                                   | –                 | –        |        |
| Männer          |                   |                        |              |                   |               |                           |                           |                  |            |                                     |                                     |                   |          |        |
| Max Cater       | Klasse bis 58 kg  | Dylan Chellamootoo     | 7:4          | Si Mohamed Ketbi  | 3:13          | –                         | –                         | –                | –          | –                                   | –                                   | –                 | –        |        |
| Martin Stamper  | Klasse bis 68 kg  | Filip Grgić            | 18:13        | Alexei Denissenko | 6:18          | –                         | –                         | –                | –          | –                                   | –                                   | –                 | –        |        |
| Lutalo Muhammad | Klasse bis 80 kg  | Teodor Georgiev        | 16:4         | Milad Beigi       | 5:17          | Damir Fejzić              | 8:7                       | –                | –          | Roberto Botta                       | 12:7                                | –                 | –        | Bronze |
| Mahama Cho      | Klasse über 80 kg | Konstantinos Gkoltsios | 5:10         | –                 | –             | –                         | –                         | –                | –          | –                                   | –                                   | –                 | –        |        |

## Tischtennis
| Athleten       | Wettbewerb | 1. Runde          | 1. Runde | 2. Runde          | 2. Runde | Achtelfinale | Achtelfinale | Viertelfinale  | Viertelfinale | Halbfinale         | Halbfinale | Finale/Spiel um Platz 3 | Finale/Spiel um Platz 3 | Rang |
| Athleten       | Wettbewerb | Gegner            | Ergebnis | Gegner            | Ergebnis | Gegner       | Ergebnis     | Gegner         | Ergebnis      | Gegner             | Ergebnis   | Gegner                  | Ergebnis                | Rang |
| -------------- | ---------- | ----------------- | -------- | ----------------- | -------- | ------------ | ------------ | -------------- | ------------- | ------------------ | ---------- | ----------------------- | ----------------------- | ---- |
| Frauen         |            |                   |          |                   |          |              |              |                |               |                    |            |                         |                         |      |
| Kelly Sibley   | Einzel     | Rūta Paškauskienė | 2:4      | –                 | –        | –            | –            | –              | –             | –                  | –          | –                       | –                       |      |
| Männer         |            |                   |          |                   |          |              |              |                |               |                    |            |                         |                         |      |
| Paul Drinkhall | Einzel     | –                 | –        | Ádám Pattantyús   | 4:2      | Bojan Tokič  | 4:2          | Marcos Freitas | 4:1           | Dimitrij Ovtcharov | 2:4        | Kou Lei                 | 2:4                     | 4    |
| Liam Pitchford | Einzel     | –                 | –        | Admir Duranspahić | 4:2      | Wang Yang    | 4:2          | Kou Lei        | 1:4           | –                  | –          | –                       | –                       |      |

## Triathlon
| Athleten        | Wettbewerb | Zeit (h) | Rang |
| --------------- | ---------- | -------- | ---- |
| Frauen          |            |          |      |
| Heather Sellars | Einzel     | 2:05:27  | 15   |
| Männer          |            |          |      |
| Gordon Benson   | Einzel     | 1:48:31  | Gold |
| Thomas Bishop   | Einzel     | 1:51:00  | 16   |
| Philip Graves   | Einzel     | 2:03:46  | 46   |

## Turnen

### Aerobic
| Athletinnen                                                            | Wettbewerb | Qualifikation | Qualifikation | Finale | Finale | Rang |
| Athletinnen                                                            | Wettbewerb | Punkte        | Rang          | Punkte | Rang   | Rang |
| ---------------------------------------------------------------------- | ---------- | ------------- | ------------- | ------ | ------ | ---- |
| Ella Augier Chloe Farrance Olivia Farrance Sophie Goves Kayleigh Silva | Mannschaft | 19,161        | 7             | –      | –      |      |

### Akrobatik
| Athletinnen                                    | Wettbewerb           | Qualifikation | Qualifikation | Finale | Finale | Rang   |
| Athletinnen                                    | Wettbewerb           | Punkte        | Rang          | Punkte | Rang   | Rang   |
| ---------------------------------------------- | -------------------- | ------------- | ------------- | ------ | ------ | ------ |
| Jennifer Bailey Cicely Iewin Josephine Russell | Gruppe Mehrkampf     | –             | –             | 81,750 | 6      | 6      |
| Jennifer Bailey Cicely Iewin Josephine Russell | Gruppe Balance       | 28,190        | 3             | 25,800 | 6      | 6      |
| Jennifer Bailey Cicely Iewin Josephine Russell | Gruppe Dynamik       | 28,040        | 4             | 27,690 | 6      | 6      |
| Hannah Baughn Ryan Bartlett                    | Mixed Paar Mehrkampf | –             | –             | 85,160 | 3      | Bronze |
| Hannah Baughn Ryan Bartlett                    | Mixed Paar Balance   | 28,360        | 3             | 28,260 | 3      | Bronze |
| Hannah Baughn Ryan Bartlett                    | Mixed Paar Dynamik   | 28,450        | 3             | 28,650 | 3      | Bronze |

### Geräteturnen
| Athletinnen         | Wettbewerb           | Sprung | Sprung | Stufenbarren | Stufenbarren | Boden  | Boden | Schwebebalken | Schwebebalken | Gesamt  | Gesamt |
| Athletinnen         | Wettbewerb           | Punkte | Rang   | Punkte       | Rang         | Punkte | Rang  | Punkte        | Rang          | Punkte  | Rang   |
| ------------------- | -------------------- | ------ | ------ | ------------ | ------------ | ------ | ----- | ------------- | ------------- | ------- | ------ |
| Frauen              |                      |        |        |              |              |        |       |               |               |         |        |
| Charlie Fellows     | Qualifikation        | –      | –      | 13,700       | 10           | 13,166 | 20    | 10,966        | 65            | 51,798  | 24     |
| Georgina Hockenhull | Qualifikation        | –      | –      | 11,166       | 49           | 12,600 | 36    | 13,833        | 8             | 51,132  | 30     |
| Kelly Simm          | Qualifikation        | 13,883 | 5      | 12,933       | 23           | 13,600 | 10    | 12,533        | 30            | 53,299  | 13     |
| Mannschaft          | Mehrkampf Mannschaft | 28,199 | 5      | 26,633       | 7            | 26,766 | 6     | 26,366        | 7             | 107,964 | 8      |
| Kelly Simm          | Mehrkampf Einzel     | 14,133 | 3      | 14,266       | 2            | 13,300 | 9     | 10,233        | 18            | 51,932  | 11     |
| Georgina Hockenhull | Schwebebalken        | –      | –      | –            | –            | –      | –     | 11,833        | 6             | –       | –      |
| Kelly Simm          | Sprung               | 7,166  | 6      | –            | –            | –      | –     | –             | –             | –       | –      |

| Athleten     | Wettbewerb           | Boden  | Boden | Pauschenpferd | Pauschenpferd | Ringe  | Ringe | Sprung | Sprung | Barren | Barren | Reck   | Reck | Gesamt  | Gesamt |
| Athleten     | Wettbewerb           | Punkte | Rang  | Punkte        | Rang          | Punkte | Rang  | Punkte | Rang   | Punkte | Rang   | Punkte | Rang | Punkte  | Rang   |
| ------------ | -------------------- | ------ | ----- | ------------- | ------------- | ------ | ----- | ------ | ------ | ------ | ------ | ------ | ---- | ------- | ------ |
| Männer       |                      |        |       |               |               |        |       |        |        |        |        |        |      |         |        |
| Frank Baines | Qualifikation        | 14,900 | 9     | 0,000         | 79            | 0,000  | 80    | –      | –      | 0,000  | 79     | –      | –    | –       | –      |
| Brinn Bevan  | Qualifikation        | 14,133 | 26    | 14,766        | 4             | 13,866 | 16    | –      | –      | 14,800 | 13     | 13,666 | 42   | 86,264  | 7      |
| Nile Wilson  | Qualifikation        | 14,400 | 18    | 13,533        | 23            | 13,766 | 22    | –      | –      | 14,033 | 29     | 13,733 | 40   | 83,798  | 18     |
| Mannschaft   | Mannschaft Mehrkampf | 29,300 | 5     | 28,299        | 4             | 27,632 | 8     | 29,899 | 2      | 28,833 | 8      | 27,399 | 15   | 171,362 | 8      |
| Brinn Bevan  | Mehrkampf Einzel     | 14,800 | 3     | 13,800        | 10            | 12,433 | 17    | 14,833 | 4      | 14,733 | 6      | 11,700 | 18   | 82,299  | 14     |
| Brinn Bevan  | Pauschenpferd        | –      | –     | 14,200        | Bronze        | –      | –     | –      | –      | –      | –      | –      | –    | –       | –      |

### Trampolin
| Athleten                           | Wettbewerb | Qualifikation | Qualifikation | Finale | Finale | Rang   |
| Athleten                           | Wettbewerb | Punkte        | Rang          | Punkte | Rang   | Rang   |
| ---------------------------------- | ---------- | ------------- | ------------- | ------ | ------ | ------ |
| Frauen                             |            |               |               |        |        |        |
| Katherine Driscoll                 | Einzel     |               |               | 53,910 | 2      | Silber |
| Laura Gallagher                    | Einzel     |               |               | –      | –      |        |
| Katherine Driscoll Laura Gallagher | Synchron   | 83,800        | 5             | 43,200 | 5      | 5      |
| Männer                             |            |               |               |        |        |        |
| Luke Strong                        | Einzel     |               |               | –      | –      |        |

## Wassersport

### Schwimmen
Hier fanden Jugendwettbewerbe statt. Bei den Frauen ist das die U17 (Jahrgang 1999) und bei den Männern die U19 (Jahrgang 1997).
| Athleten | Wettbewerb          | Vorlauf     | Vorlauf | Halbfinale  | Halbfinale | Finale      | Finale | Rang   |
| Athleten | Wettbewerb          | Zeit        | Rang    | Zeit        | Rang       | Zeit        | Rang   | Rang   |
| --- | ------------------- | ----------- | ------- | ----------- | ---------- | ----------- | ------ | ------ |
| Frauen |                     |             |         |             |            |             |        |        |
| Layla Black                                                                                                 | 50 m Brust          | 32,63 s     | 9       | 32,30 s     | 5          | 32,21 s     | 5      | 5      |
| Layla Black                                                                                                 | 100 m Brust         | 1:10,92 min | 5       | 1:09,84 min | 4          | 1:09,26 min | 4      | 4      |
| Layla Black                                                                                                 | 200 m Brust         | 2:28,71 min | 2       | 2:27,09 min | 2          | 2:27,61 min | 2      | Silber |
| Emma Cain                                                                                                   | 50 m Brust          | 32,58 s     | 8       | 32,64 s     | 12         | -           | -      |        |
| Emma Cain                                                                                                   | 100 m Brust         | 1:10,79 min | 4       | 1:10,21 min | 5          | 1:10,42 min | 5      | 5      |
| Emma Cain                                                                                                   | 200 m Brust         | 2:29,82 min | 6       | -           | -          | -           | -      |        |
| Amelia Clynes                                                                                               | 50 m Schmetterling  | 28,55 s     | 28      | -           | -          | -           | -      |        |
| Amelia Clynes                                                                                               | 100 m Schmetterling | 1:00,93 min | 3       | 1:00,09 min | 2          | 1:00,12 min | 2      | Silber |
| Amelia Clynes                                                                                               | 200 m Schmetterling | 2:13,15 min | 2       | 2:12,65 min | 5          | 2:12,82 min | 6      | 6      |
| Georgia Coates                                                                                              | 100 m Freistil      | 56,96 s     | 8       | 57,35 s     | 12         | -           | -      |        |
| Georgia Coates                                                                                              | 200 m Brust         | 2:28,75 min | 3       | 2:30,41 min | 5          | 2:29,93 min | 5      | 5      |
| Georgia Coates                                                                                              | 200 m Lagen         | 2:17,35 min | 6       | 2:16,75 min | 7          | 2:15,07 min | 5      | 5      |
| Georgia Coates                                                                                              | 400 m Lagen         | 4:48,06 min | 3       | -           | -          | 4:46,52 min | 4      | 4      |
| Madeleine Crompton                                                                                          | 50 m Freistil       | 27,41 s     | 38      | -           | -          | -           | -      |        |
| Madeleine Crompton                                                                                          | 100 m Freistil      | 57,29 s     | 12      | -           | -          | -           | -      |        |
| Madeleine Crompton                                                                                          | 200 m Freistil      | 2:05,08 min | 18      | -           | -          | -           | -      |        |
| Madeleine Crompton                                                                                          | 400 m Freistil      | 4:23,29 min | 16      | -           | -          | -           | -      |        |
| Darcy Deakin                                                                                                | 50 m Freistil       | 26,78 s     | 20      | -           | -          | -           | -      |        |
| Darcy Deakin                                                                                                | 100 m Freistil      | 56,59 s     | 6       | 56,61 s     | 7          | 56,94 s     | 5      | 5      |
| Darcy Deakin                                                                                                | 200 m Freistil      | 2:03,44 min | 5       | -           | -          | -           | -      |        |
| Hannah Featherstone                                                                                         | 50 m Freistil       | 26,93 s     | 25      | -           | -          | -           | -      |        |
| Hannah Featherstone                                                                                         | 100 m Freistil      | 57,11 s     | 11      | -           | -          | -           | -      |        |
| Hannah Featherstone                                                                                         | 200 m Freistil      | 2:02,68 min | 4       | 2:03,54 min | 11         | -           | -      |        |
| Holly Hibbott                                                                                               | 200 m Freistil      | 2:02,24 min | 2       | 2:02,02 min | 4          | 2:02,24 min | 7      | 7      |
| Holly Hibbott                                                                                               | 400 m Freistil      | 4:16,53 min | 4       | -           | -          | 4:13,17 min | 4      | 4      |
| Holly Hibbott                                                                                               | 800 m Freistil      | -           | -       | -           | -          | 8:39,02 min | 1      | Gold   |
| Holly Hibbott                                                                                               | 200 m Schmetterling | 2:12,07 min | 1       | 2:12,69 min | 6          | 2:15,66 min | 8      | 8      |
| Rebecca Sherwin                                                                                             | 50 m Rücken         | 30,22 s     | 16      | -           | -          | -           | -      |        |
| Rebecca Sherwin                                                                                             | 100 m Rücken        | 1:04,48 min | 11      | 1:04,56 min | 12         | -           | -      |        |
| Rebecca Sherwin                                                                                             | 200 m Rücken        | 2:18,86 min | 10      | 2:16,50 min | 6          | 2:17,00 min | 7      | 7      |
| Laura Stephens                                                                                              | 50 m Schmetterling  | 27,79 s     | 7       | 27,55 s     | 6          | 27,49 s     | 6      | 6      |
| Laura Stephens                                                                                              | 100 m Schmetterling | 1:01,09 min | 4       | 1:00,77 min | 6          | 1:00,54 min | 3      | Bronze |
| Laura Stephens                                                                                              | 200 m Schmetterling | 2:13,69 min | 5       | -           | -          | -           | -      |        |
| Abbie Wood                                                                                                  | 200 m Brust         | 2:29,03 min | 5       | -           | -          | -           | -      |        |
| Abbie Wood                                                                                                  | 200 m Lagen         | 2:17,28 min | 4       | 2:15,34 min | 3          | 2:14,49 min | 3      | Bronze |
| Abbie Wood                                                                                                  | 400 m Lagen         | -           | -       | -           | -          | 4:41,97 min | 1      | Gold   |
| Georgia Coates Madeleine Crompton Darcy Deakin Hannah Featherstone Holly Hibbott                            | 4 × 100 m Freistil  | 3:50,03 min | 3       | -           | -          | 3:45,80 min | 3      | Bronze |
| Georgia Coates Madeleine Crompton Darcy Deakin Hannah Featherstone Holly Hibbott                            | 4 × 200 m Freistil  | 8:14,76 min | 1       | -           | -          | 8:04,84 min | 3      | Bronze |
| Layla Black Emma Cain Amelia Clynes Georgia Coates Darcy Deakin Rebecca Sherwin Abbie Wood                  | 4 × 100 m Lagen     | 4:13,43 min | 2       | -           | -          | 4:09,10 min | 3      | Bronze |
| Männer |                     |             |         |             |            |             |        |        |
| Charlie Attwood                                                                                             | 50 m Brust          | 28,62 s     | 8       | 28,55 s     | 9          | -           | -      |        |
| Charlie Attwood                                                                                             | 100 m Brust         | 1:01,93 min | 2       | 1:01,77 min | 3          | 1:01,71 min | 3      | Bronze |
| Charlie Attwood                                                                                             | 200 m Brust         | 2:14,78 min | 6       | 2:14,75 min | 6          | 2:13,62 min | 4      | 4      |
| Kyle Chisholm                                                                                               | 200 m Freistil      | 1:51,18 min | 7       | -           | -          | -           | -      |        |
| Kyle Chisholm                                                                                               | 400 m Freistil      | 3:56,08 min | 13      | -           | -          | -           | -      |        |
| Kyle Chisholm                                                                                               | 200 m Schmetterling | 2:03,15 min | 16      | 2:02,32 min | 12         | -           | -      |        |
| Luke Davies                                                                                                 | 50 m Brust          | 29,59 s     | 29      | -           | -          | -           | -      |        |
| Luke Davies                                                                                                 | 100 m Brust         | 1:03,17 min | 11      | 1:03,21 min | 9          | -           | -      |        |
| Luke Davies                                                                                                 | 200 m Brust         | 2:12,75 min | 2       | 2:13,45 min | 3          | 2:13,45 min | 3      | Bronze |
| Tom Derbyshire                                                                                              | 400 m Freistil      | 4:02,82 min | 36      | -           | -          | -           | -      |        |
| Tom Derbyshire                                                                                              | 1500 m Freistil     | -           | -       | -           | -          | 15:39,19    | 8      | 8      |
| Thomas Fannon                                                                                               | 50 m Freistil       | 23,26 s     | 12      | 23,03 s     | 10         | -           | -      |        |
| Thomas Fannon                                                                                               | 50 m Brust          | 30,58 s     | 39      | -           | -          | -           | -      |        |
| Thomas Fannon                                                                                               | 50 m Schmetterling  | 25,12 s     | 26      | -           | -          | -           | -      |        |
| Luke Greenbank                                                                                              | 100 m Rücken        | 55,12 s     | 1       | 54,65 s     | 1          | 54,76 s     | 1      | Gold   |
| Luke Greenbank                                                                                              | 200 m Rücken        | 1:59,06 min | 1       | 1:57,53 min | 1          | 1:56,89 min | 1      | Gold   |
| Luke Greenbank                                                                                              | 50 m Schmetterling  | 25,20 s     | 32      | -           | -          | -           | -      |        |
| Luke Greenbank                                                                                              | 400 m Lagen         | 4:29,87 min | 19      | -           | -          | -           | -      |        |
| Joe Hulme                                                                                                   | 100 m Rücken        | 55,74 s     | 3       | 55,36 s     | 5          | 55,37 s     | 4      | 4      |
| Joe Hulme                                                                                                   | 200 m Rücken        | 2:01,11 min | 4       | 2:00,23 min | 3          | 2:00,16 min | 5      | 5      |
| Joe Hulme                                                                                                   | 200 m Lagen         | 2:07,09 min | 21      | -           | -          | -           | -      |        |
| Cameron Kurle                                                                                               | 100 m Freistil      | 52,02 s     | 40      | -           | -          | -           | -      |        |
| Cameron Kurle                                                                                               | 200 m Freistil      | 1:49,83 min | 3       | 1:49,50 min | 2          | 1:48,92 min | 2      | Silber |
| Cameron Kurle                                                                                               | 400 m Freistil      | 3:56,03 min | 12      | -           | -          | -           | -      |        |
| Joe Litchfield                                                                                              | 100 m Rücken        | 56,92 s     | 17      | -           | -          | -           | -      |        |
| Joe Litchfield                                                                                              | 200 m Rücken        | 2:03,71 min | 13      | -           | -          | -           | -      |        |
| Joe Litchfield                                                                                              | 200 m Schmetterling | 2:03,08 min | 14      | 2:02,59 min | 13         | -           | -      |        |
| Joe Litchfield                                                                                              | 400 m Lagen         | 4:26,08 min | 9       | -           | -          | -           | -      |        |
| Jarvis Parkinson                                                                                            | 200 m Lagen         | 2:04,62 min | 12      | 2:03,53 min | 8          | 2:01,94 min | 2      | Silber |
| Jarvis Parkinson                                                                                            | 400 m Lagen         | 4:33,77 min | 29      | -           | -          | -           | -      |        |
| Duncan Scott                                                                                                | 100 m Freistil      | 50,24 s     | 1       | 49,81 s     | 2          | 49,43 s     | 1      | Gold   |
| Duncan Scott                                                                                                | 200 m Freistil      | 1:49,39 min | 2       | 1:50,11 min | 4          | 1:48,55 min | 1      | Gold   |
| Daniel Speers                                                                                               | 50 m Freistil       | 23,62 s     | 25      | -           | -          | -           | -      |        |
| Daniel Speers                                                                                               | 100 m Freistil      | 53,93 s     | 57      | -           | -          | -           | -      |        |
| Martyn Walton                                                                                               | 100 m Freistil      | 51,06 s     | 15      | 53,21 s     | 16         | -           | -      |        |
| Martyn Walton                                                                                               | 200 m Freistil      | 1:51,99 min | 14      | -           | -          | -           | -      |        |
| Martyn Walton                                                                                               | 200 m Lagen         | 2:04,01 min | 7       | 2:03,17 min | 5          | 2:02,24 min | 3      | Bronze |
| Martyn Walton                                                                                               | 400 m Lagen         | 4:29,59 min | 18      | -           | -          | -           | -      |        |
| Thomas Fannon Cameron Kurle Duncan Scott Daniel Speers Martyn Walton                                        | 4 × 100 m Freistil  | 3:24,45 min | 5       | -           | -          | 3:19,38 min | 1      | Gold   |
| Kyle Chisholm Cameron Kurle Duncan Scott Martyn Walton                                                      | 4 × 200 m Freistil  | 7:25,91 min | 2       | -           | -          | 7:19,36 min | 2      | Silber |
| Charlie Attwood Kyle Chisholm Luke Davies Luke Greenbank Joe Hulme Cameron Kurle Duncan Scott Martyn Walton | 4 × 100 m Lagen     | 3:46,43 min | 5       | -           | -          | 3:39,01 min | 2      | Silber |

### Synchronschwimmen
Hier fanden Jugendwettbewerbe statt. Im Synchronwettbewerb traten U19 (Jahrgang 1997) Schwimmerinnen an.
| Athletinnen                   | Wettbewerb        | Qualifikation – Freie Kür | Qualifikation – Freie Kür | Finale – Freie Kür | Finale – Freie Kür | Rang |
| Athletinnen                   | Wettbewerb        | Punkte                    | Rang                      | Punkte             | Rang               | Rang |
| ----------------------------- | ----------------- | ------------------------- | ------------------------- | ------------------ | ------------------ | ---- |
| Frauen                        |                   |                           |                           |                    |                    |      |
| Genevieve Randall             | Solo              | 146,3060                  | 13                        | –                  | –                  |      |
| Jodie Cowie Genevieve Randall | Duett             | 144,4326                  | 12                        | 144,5659           | 12                 | 12   |
| Mannschaft                    | Team              | 143,2716                  | 10                        | 144,6049           | 9                  | 9    |
| Mannschaft                    | Freie Kombination | 74,9000                   | 10                        | 75,9000            | 10                 | 10   |

### Wasserball
Hier fanden Jugendwettbewerbe statt. Bei den Wasserballteams waren das die U18-Mannschaften (Jahrgang 1998).
| Wettbewerb         | Frauen |
| ------------------ | --- |
| Athleten           | Danica Brazier Isabelle Alice Dean Hannah Edwards Sophie Jackson Fleur Kennedy Verity McCoy Mhairi Louise Nurthen Larissa Partridge Hayley Price Katherine Rogers Grace Rowland Lucy Shaw Bethany Ward |
| Gruppenphase       | Ungarn 4:16 Israel 13:9 Niederlande 6:19 Deutschland 8:10 Griechenland 2:20 |
| Platzierungsspiele | Serbien 3:11 Israel 10:5 |
| Halbfinale         | – |
| Finale             | – |
| Platzierung        | 11. |

### Wasserspringen
Hier fanden die Junioreneuropameisterschaften der U19 (Jahrgang 1997) statt.
| Athleten                     | Wettbewerb           | Vorkampf | Vorkampf | Finale | Finale | Rang   |
| Athleten                     | Wettbewerb           | Punkte   | Rang     | Punkte | Rang   | Rang   |
| ---------------------------- | -------------------- | -------- | -------- | ------ | ------ | ------ |
| Frauen                       |                      |          |          |        |        |        |
| Millie Fowler                | Kunstspringen 1 m    | 393,40   | 2        | 383,20 | 6      | 6      |
| Shanice Lobb                 | Turmspringen 10 m    | 377,40   | 5        | 397,70 | 4      | 4      |
| Lydia Rosenthall             | Kunstspringen 3 m    | 427,25   | 2        | 395,60 | 8      | 8      |
| Katherine Torrance           | Kunstspringen 1 m    | 368,15   | 7        | 379,35 | 8      | 8      |
| Katherine Torrance           | Kunstspringen 3 m    | 431,15   | 1        | 448,25 | 1      | Gold   |
| Lois Toulson                 | Turmspringen 10 m    | 389,20   | 2        | 456,70 | 1      | Gold   |
| Millie Fowler Millie Haffety | Synchronspringen 3 m | –        | –        | 216,45 | 9      | 9      |
| Männer                       |                      |          |          |        |        |        |
| Matthew Dixon                | Turmspringen 10 m    | 441,60   | 6        | 493,85 | 4      | 4      |
| James Heatly                 | Kunstspringen 1 m    | 481,50   | 4        | 483,40 | 3      | Bronze |
| James Heatly                 | Kunstspringen 3 m    | 508,95   | 2        | 541,65 | 1      | Gold   |
| Jordan Houlden               | Kunstspringen 1 m    | 451,85   | 9        | 453,15 | 9      | 9      |
| Jordan Houlden               | Kunstspringen 3 m    | 473,90   | 9        | 511,90 | 4      | 4      |
| Matty Lee                    | Turmspringen 10 m    | 514,45   | 2        | 588,25 | 1      | Gold   |
| Ross Haslam James Heatly     | Synchronspringen 3 m | –        | –        | 286,05 | 2      | Silber |